# Alois Mailänder

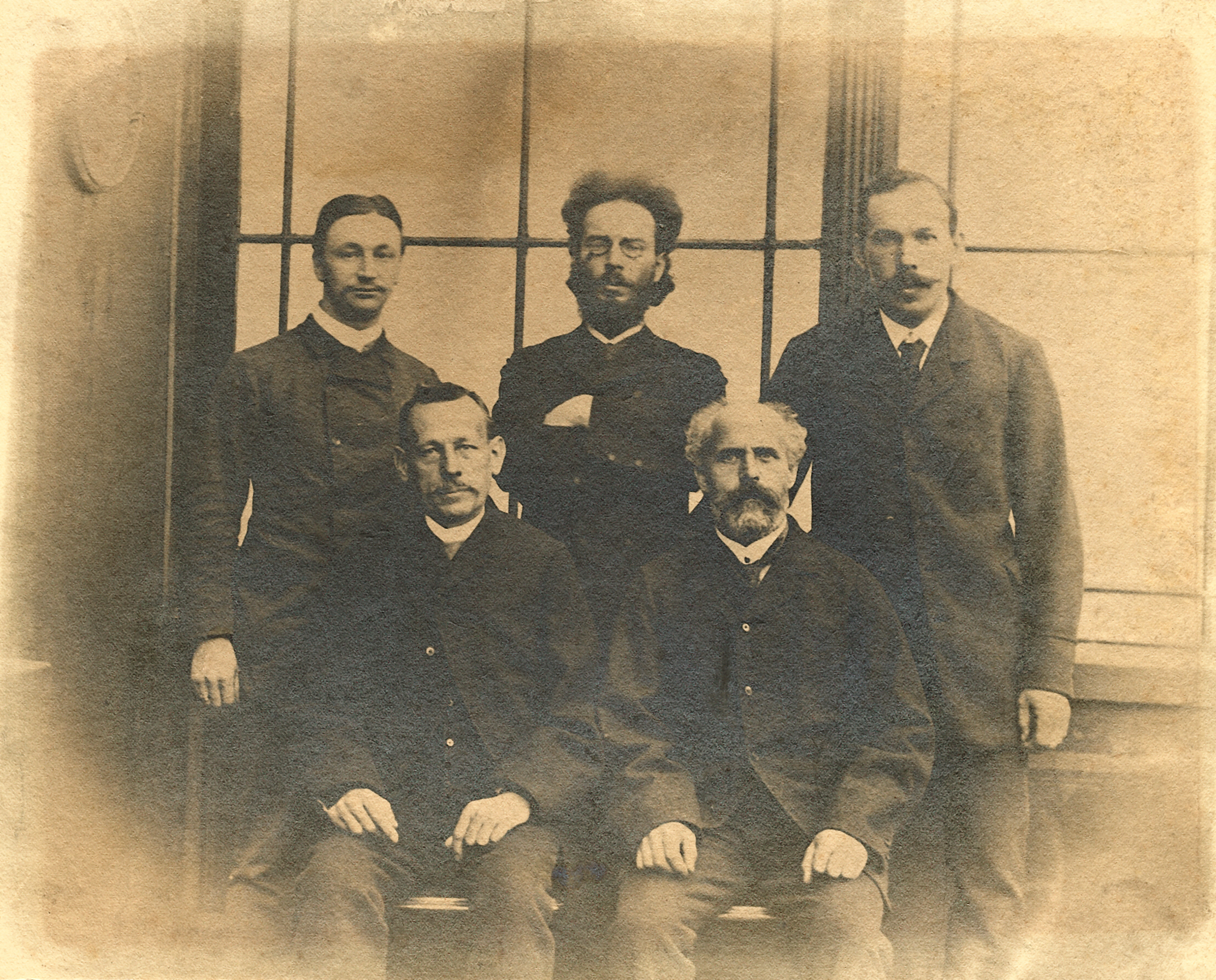
Stoją: Franz Gustav Gebhard, Frederick Eckstein, Nikolaus Gabele. Siedzą: Alois Mailänder, Wilhelm Hübbe-Schleiden; 1895

Alois Mailänder (ur. 25 marca 1843 w Weissenau, Donaukreis; zm. 25 stycznia 1905 w Dreieichenhain) – niemiecki mistyk i okultysta.
Alois był nieślubnym synem Anny Mailänder z Południowego Tyrolu. Pochodził z niższych warstw społecznych, otrzymał katolickie wychowanie i został czeladnikiem tkackim. W roku 1877, w wieku 33 lat, miał zostać wprowadzony w „nauki duchowe” przez stolarza imieniem Prestel. W 1890 założył w Dreieichenhain koło Frankfurtu nad Menem mistyczne bractwo o orientacji chrześcijańsko-różokrzyżowej i przyjął imię Johannes. Miejscem zebrań był tak zwany „Bruderheim” (dosł. „dom braterski”), należący do Mailändera i jego szwagra, Nikolausa Gabele'a. Mailänder był także znany w Dreieichenhain ze swej filantropijnej działalności. W testamencie wyraził wolę, by po wypłaceniu należnej części spadku krewnym, resztę majątku – a było to niemal 10 000 marek – rozdzielić między biednych mieszkańców i nowoufundowaną szkołę dla dzieci.
Najbardziej znanym członkiem wspomnianego bractwa był pisarz Gustav Meyrink. Z okresu jego członkostwa, które trwało 13 lat od 23 października 1892 roku, zachowało się 40 listów. Ostatecznie jednak Meyrink zdystansował się od grupy i jej przywódcy. Z jednej strony krytykował „spirytualizm” i „pobożność chrześcijańską” bractwa, z drugiej zaś dopatrywał się w ćwiczeniach zaleconych mu przez brata Johannesa przyczyny przewlekłej choroby rdzenia kręgowego.
Prócz Meyrinka do bractwa należeć mieli Karl Weinfurter, Wilhelm Huebbe Schleiden oraz Franz Hartmann.